# Okupacija
Okupacija je vojno djelovanje, u kojoj oružane snage jedne države vojnim sredstvima zauzimaju teritorij druge države. 

## Pojam okupacije
Okupacija teritorija tijekom i nakon oružanog sukoba provode snage jedne zemlje protiv suverenog teritorija druge države. 
Tijekom okupacije okupiranom području status određuje okupator.

## Okupacija u međunarodnom i ratnom pravu
Čitanje prve Haške konvencije u godini 1907. dovelo do jasno definiranih uvjeta, dužnosti i odnosa između zaračenih strana. U godini 1949. ovaj koncept je jasnije definiran u četvrtoj ženevskoj konvenciji. 

## Vanjske poveznice
- Ratno pravo, okupacija (na engleskim jeziku)